# Charlevoix (Michigan)
Charlevoix é uma cidade localizada no estado americano de Michigan, no Condado de Charlevoix.

## Demografia
Segundo o censo americano de 2000, a sua população era de 2994 habitantes.
Em 2006, foi estimada uma população de 2727, um decréscimo de 267 (-8.9%).

## Geografia
De acordo com o United States Census Bureau tem uma área de
5,6 km², dos quais 5,3 km² cobertos por terra e 0,3 km² cobertos por água. Charlevoix localiza-se a aproximadamente 183 m acima do nível do mar.

## Localidades na vizinhança
O diagrama seguinte representa as localidades num raio de 28 km ao redor de Charlevoix.